# Alte Egart
Alte Egart ist ein mit Verordnung des Regierungspräsidiums Karlsruhe vom 16. Dezember 1994 ausgewiesenes Naturschutzgebiet mit der Nummer 2.187. 

## Lage
Das Naturschutzgebiet befindet sich im Naturraum Obere Gäue. Es liegt nördlich der Gemeinde Glatten und ist Teil des FFH-Gebiets Nr. 7516-341 Freudenstädter Heckengäu. Das Naturschutzgebiet ist nahezu vollständig umgeben vom Landschaftsschutzgebiet Nr. 2.37.043 Oberes Glatttal.

## Schutzzweck
Laut Verordnung ist der Schutzzweck:
- die Erhaltung und Förderung der durch die geologische Formation bedingten Vegetationstypen auf wechselfeuchten bis staunassen Standorten auf engstem Raum;
- die Erhaltung und Förderung der durch Verbuschung bedrohten Halbtrockenrasenbereiche entlang der südwest- bis südostexponierten Hangkanten;
- die Erhaltung und Förderung der überwiegend extensiv genutzten Wiesen- und Streuobstbestände am West- und Südwesthang als ökologisch wertvoller Lebens- und Rückzugsraum für eine reichhaltige Insekten-, Kleinsäuger- und Avifauna;
- die Erhaltung und Förderung des Hecken- und Feldgehölzbestandes in vielfältigster Ausprägung mit ihren Staudensäumen sowie der unterschiedlich ausgeprägten Waldrandsituation mit differenzierter Fauna und Flora.